# Deinophloeus impressifrons
Deinophloeus impressifrons är en skalbaggsart som först beskrevs av Jacob Christian Schäffer 1910.  Deinophloeus impressifrons ingår i släktet Deinophloeus och familjen ritsplattbaggar. Inga underarter finns listade i Catalogue of Life.